# Belgisch legioen (1864-1867)

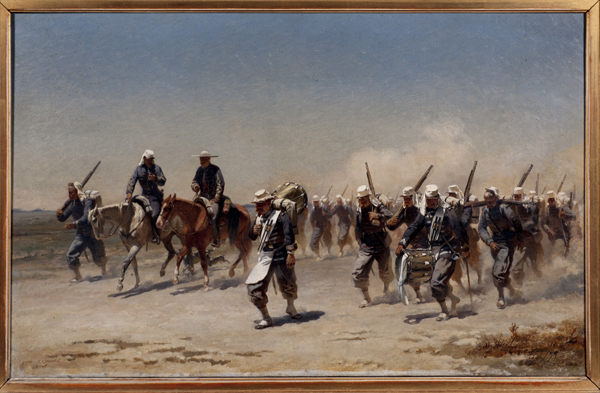
Vrijwilligers van het regiment Charlotte onderweg in Mexico (Oscar Lahalle, 1869)

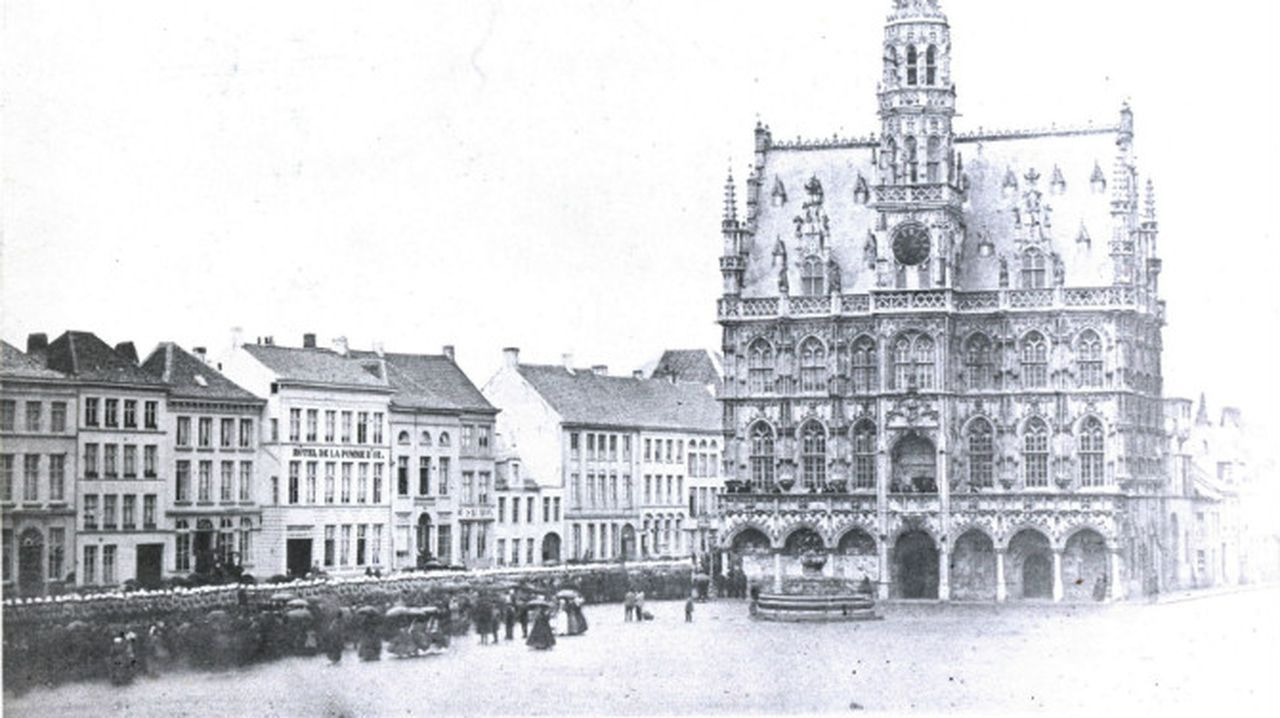
Vertrek van het Belgisch legioen te Oudenaarde in 1864

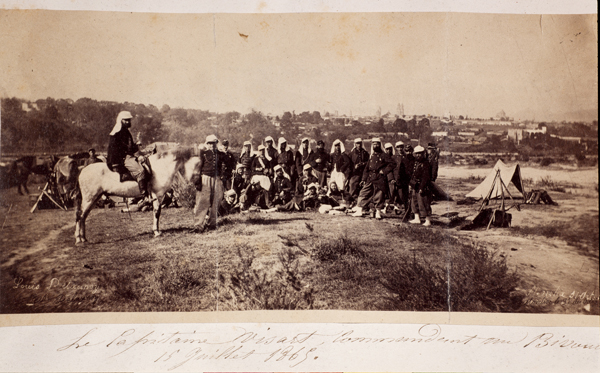
Kapitein Visart en zijn manschappen in bivak te Morelia, 1865

Het Belgisch legioen, ook wel het Régiment Impératrice-Charlotte, was een expeditiekorps van 1500 Belgische vrijwilligers dat in 1864 werd gevormd en vocht aan de zijde van de keizerlijken tijdens de Franse interventie in Mexico. De eenheid had 204 doden te betreuren, waarvan 148 door ziekte. Na de republikeinse overwinning was het legioen begin 1867 terug in België, enkele maanden vóór de executie van keizer Maximiliaan van Mexico.

## Geschiedenis
Begin februari 1864 wendde keizer Maximiliaan van Mexico zich tot koning Leopold I van België met de vraag om hem duizend soldaten ter beschikking te stellen. Deze zouden fungeren als een soort pretoriaanse garde ter bescherming van keizerin Charlotte van Mexico, de dochter van Leopold. Om de Belgische neutraliteit te bewaren, werden geen militairen gestuurd maar vrijwilligers. Ook de Oostenrijkers stuurden een eenheid om hun landgenoot bij te staan.
Het Belgisch legioen werd in september en oktober 1864 georganiseerd in de streek rond Oudenaarde, waar een lege stadskazerne stond die niet als militair domein gold. De leiding werd toevertrouwd aan Jean Chapelié, een Franse luitenant-generaal op rust die hoofd was van de Koninklijke Militaire School. De zieke Chapelié liet veel werk over aan zijn medewerkers en stierf nog datzelfde jaar.
Het enthousiasme voor de zaak was niet al te groot in België. Vrijwilligers werden gevonden door hen een fraai uniform te schenken en het vooruitzicht op grond in Mexico. Onder de deelnemers waren veel militairen met verlof. Officieren konden twee jaar verlof zonder wedde krijgen, soldaten zes jaar. Uiteindelijk werd een bataljon voltigeurs "Roi des Belges" en een bataljon grenadiers "Impératrice" gevormd. Ze kwamen van overal uit het land, met opvallend veel uit Leopoldsburg (militairen uit het Kamp van Beverlo). Slechts achttien woonden in Oudenaarde. Na een minimale opleiding werden ze naar Mexico verscheept onder het gezag van luitenant-kolonel Alfred Van der Smissen, die zoals de rest van zijn staf verlof had genomen. Ernest Chazal, de zoon van minister van Oorlog Félix Chazal, nam dienst met de graad van kapitein.
Een eerste detachement van 604 man scheepte op 16 oktober 1864 in te Saint-Nazaire met bestemming Veracruz. Over de volgende drie maanden werd de getalsterkte opgevoerd tot ongeveer 1500. In Mexico bleek al snel dat de keizerlijke zaak er niet al te best voor stond. De Fransen oefenden druk uit opdat het legioen niet louter de beveiliging van de keizerin zou verzekeren, maar deelnemen aan de oorlogshandelingen. De eigengereide Van der Smissen had niet veel druk nodig om daarop in te gaan. Op 3 april 1865 werden 250 voltigeurs onder majoor Constant Tydgadt uitgestuurd door de Fransen om positie in te nemen in Tacámbaro en de stad te verdedigen tegen de republikeinse opmars. De juaristische generaal Nicolás Régules arriveerde op 11 april met 3500 man. Urenlang boden de Belgen hevig weerstand, maar toen Tydgadt dodelijk gewond raakte, gaven zo'n 200 overlevenden zich over. Onder de gesneuvelden was Chazal.
Door de nederlaag was het legioen ongeveer een kwart van zijn getalsterkte verloren. De volgende gevechtshandeling was het heroveren van Tacámbaro in de Slag bij La Loma op 16 juli 1865. In dit treffen stonden de troepen van Van der Smissen tegenover deze van Porfirio Díaz. Het volgende jaar overwon het legioen op 16 april 1866 in de Slag bij Marin. Met de buitgemaakte paarden werd een detachement cavalerie opgericht. Op 18 juni 1866 leverden de Belgen de Slag bij Charco Redondo. Het bloedigste gevecht van het legioen was de slag bij Ixmiquilpan op 25 september 1866, die eindigde met zestig Belgische doden en een terugtocht.
De militaire situatie verslechterde zienderogen en versterking sturen botste op tegenkanting van de Amerikanen. Op 12 december 1866 werd het legioen ontbonden. De legionairs werden op 24 december bedankt door de keizerin en kregen de mogelijkheid om met graadverhoging in het Mexicaanse leger te gaan, maar het perspectief was zo slecht dat weinigen daarvan gebruikmaakten. Begin 1867 liet Napoleon III Maximiliaan officieel aan zijn lot over. Op 20 januari 1867 voeren 775 Belgen op de Rhône naar Brest en vandaar naar Antwerpen, waar ze op 9 maart aankwamen. Velen waren al eerder teruggekeerd omdat hun officierenverlof was verstreken of door ziekte. Anderen bleven achter in dienst van het Mexicaans leger of van de gendarmerie. Het saldo werd gevormd door veroordeelden, overlopers en deserteurs. De operatie werd beleefd als een fiasco waarover na de obligate eerbetuiging nog maar weinig werd bericht. In 1867 werd te Oudenaarde het Monument van Tacambaro opgericht en in Leopoldsburg een zuil. Charlotte was in augustus 1866 naar Europa teruggekeerd en zou de traumatische ervaring nooit verteren.

## Voetnoten
1. ↑  403 manschappen voeren uit op 19 november 1864, 361 op 16 december 1864 en 190 op 16 januari 1865.